# Riverklasse (escortejager)
De Riverklasse escortedestroyers was een klasse van zes gerelateerde Type 12 en Leanderklasse fregatten van de Australische marine. De schepen waren in eerste instantie besteld als ASW-fregatten, met de eerste vier ook als
zodanig in dienst gesteld. De Riverklasse was ook de eerste klasse van met raketten uitgeruste schepen bij de RAN, toen ze uitgerust werden met het Seacat raketsysteem begin jaren 60.

## Schepen
| Naam            | Nummer | Werf                              | Tewaterlating      | In dienst gesteld | Thuishaven | Status                |
| --------------- | ------ | --------------------------------- | ------------------ | ----------------- | ---------- | --------------------- |
| HMAS Parramatta | DE 46  | Cockatoo Island Shipyard, Sydney  | 31 januari, 1959   | 4 juli, 1961      | Sydney     | Gesloopt              |
| HMAS Yarra      | DE 45  | Williamstown Navy Yard, Melbourne | 30 september, 1958 | 27 juli, 1961     | Sydney     | Gesloopt              |
| HMAS Stuart     | DE 48  | Cockatoo Island                   | 8 april, 1961      | 28 juni, 1963     | Sydney     | Gesloopt              |
| HMAS Derwent    | DE 49  | Williamstown Navy Yard            | 17 april, 1961     | 30 april, 1964    | Sydney     | Gezonken als kunstrif |
| HMAS Swan       | DE 50  | Williamstown Navy Yard            | 16 december, 1967  | 20 januari, 1970  | Sydney     | Gezonken als duikwrak |
| HMAS Torrens    | DE 53  | Cockatoo Island                   | 28 september, 1968 | 19 januari, 1971  | Sydney     | Gezonken als doel     |